# کریستوف ون هوت
 کریستوف وان هوت (به انگلیسی: Kristof Van Hout) (زاده 9 فوریه 1987 در لومل ) یک فوتبالیست بلژیکی است که در حال حاضر به عنوان دروازه بان برای تیم وسترولو در پروکسیموس لیگ بازی می کند.  
ون هوت به همراه پل میلار است دومین فوتبالیست حرفه ای است که دارای قدی ۷ فوتی (2.08 متر) است.